# Международное частное право
Междунаро́дное ча́стное пра́во — совокупность  норм внутригосударственного законодательства, международных договоров и обычаев, которые регулируют гражданско-правовые, трудовые и иные частноправовые отношения, осложнённые иностранным элементом.

## Субъекты международного частного права
Субъектами международного частного права являются юридические и физические лица, а также
государства и международные организации.